# Flor (drag queen)
Flor es el nombre artístico de Pedro Duque, un artista drag guatemalteco-neozelandés que compitió en la segunda temporada de House of Drag, al igual que en la tercera temporada de RuPaul's Drag Race Down Under.

## Carrera
Flor es una drag performer que compitió en House of Drag y en la tercera temporada de RuPaul's Drag Race Down Under. Fue la concursante más joven de House of Drag, y quedó octava en la clasificación general. Llegó a ser finalista de Drag Race. Flor imitó a la actriz Charo en el desafío Snatch Game.

## Vida personal
Llamada así por su madre, Flor es originaria de Guatemala y vivió anteriormente en Auckland. Actualmente vive en Birmingham, Reino Unido.
Flor utiliza el pronombre «ella» dentro del drag y «él» fuera de él.

## Filmografía

### Televisión
- House of Drag (temporada 2)
- RuPaul's Drag Race Down Under (temporada 3)